# Björnspinnare

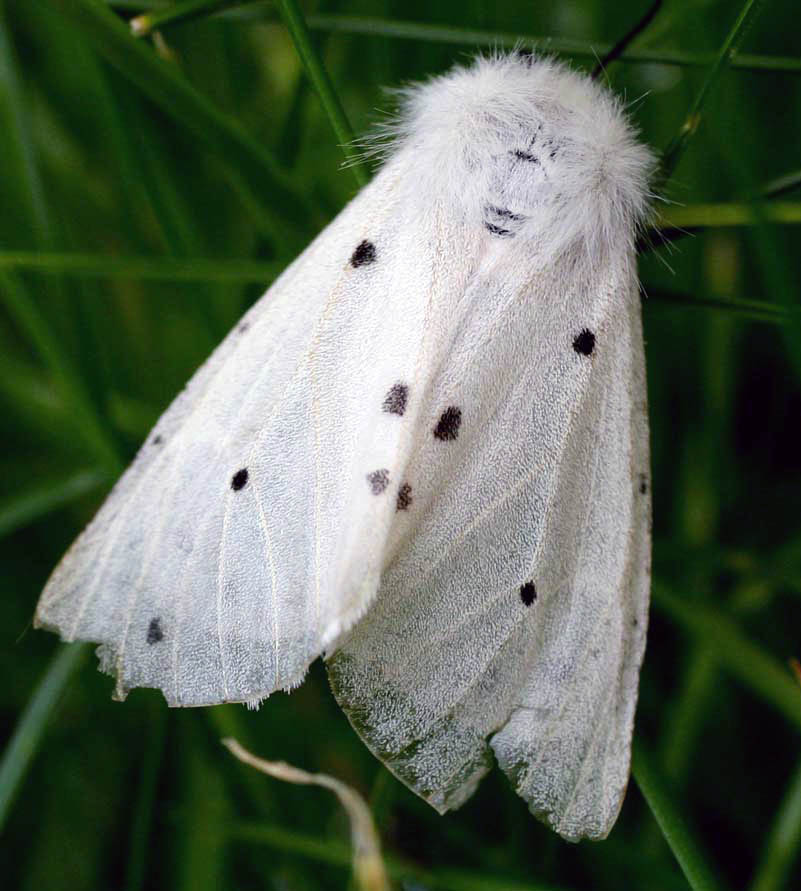
Hona av grå tigerspinnare

Björnspinnare (Arctiinae) är en underfamilj till fjärilsfamiljen näbbflyn som omfattar drygt 11 000 i dagsläget beskrivna arter; troligen finns det många ännu okända arter i familjen. Arterna förekommer över hela världen. Björnspinnarna kan frambringa ljud. Björnspinnare klassades tidigare, fram till omkring 2010, och därför också i viss litteratur (exempelvis i Nationalnyckeln) som en familj, med det vetenskapliga namnet Arctiidae, innan fylogenetiska studier resulterade i omklassningen till en underfamilj.
Familjen fick sitt svenska namn av larvernas utseende; dessa är nämligen vanligen försedda med långa borst i svart eller brunt. Detta namn behölls, när taxonet omklassificerades som en underfamilj.

## Systematik
Många av arterna i underfamiljen tillhör någon av tre tribus Lithosiini, Syntomini och Arctiini.  Det är inte osannolikt att ytterligare förändringar kommer att ske vad gäller björnspinnarnas inre indelning.

### Tribus, släkten och arter i Norden
Indelningen nedan är enligt Nationalnyckelns systematik (där de tre tribus klassificeras som underfamiljer), men återgivna i alfabetisk ordning. Förändringar av andra auktorer anges inom parenteser.
- underfamilj Arctiinae (tribus Arctiini)
  - Acerbia
    - Nordisk igelkottsspinnare A. alpina (Rönkä et al. 2016: Arctia alpina)

  - Arctia
    - Brun björnspinnare A. caja
    - Fläckig björnspinnare A. villica

  - Borearctia
    - Tajgabjörnspinnare B. menetriesii (Rönkä et al. 2016: Arctia menetriesii)

  - Callimorpha
    - Fläckig glansspinnare C. dominula

  - Coscinia
    - Punkthedspinnare C. cribraria

  - Diacrisia
    - Rödfransad björnspinnare D. sannio

  - Diaphora
    - Grå tigerspinnare D. mendica

  - Euplagia
    - Sebraglansspinnare E. quadripunctaria

  - Grammia
    - Alpigelkottsspinnare G. quenseli (Rönkä et al. 2016: Apantesis quenseli)

  - Holoarctia
    - Arktisk igelkottsspinnare H. puengeleri (Rönkä et al. 2016: Chelis puengeleri)

  - Hyphantria
    - Sidentigerspinnare H. cunea

  - Hyphoraia
    - Gulfläckig igelkottsspinnare H. aulica (Rönkä et al. 2016: Arctia aulica)

  - Pararctia
    - Lappigelkottsspinnare P. lapponica (Rönkä et al. 2016: Arctia lapponica)

  - Parasemia
    - Mindre igelkottsspinnare P. plantaginis (Rönkä et al. 2016: Arctia plantaginis)

  - Pericallia
    - Tsarbjörnspinnare P. matronula (Rönkä et al. 2016: Arctia matronula)

  - Phragmatobia
    - Rostvinge P. fuliginosa
    - Sotigelkottsspinnare P. luctifera

  - Rhyparia
    - Citrongul igelkottsspinnare R. purpurata (Rönkä et al. 2016: Diacrisia purpurata)

  - Spilosoma
    - Gul tigerspinnare S. luteum (rekommenderat namn enligt Artdatabanken 2022: Spilarctia lutea)
    - Prickig tigerspinnare S. lubricipedum (synonym enligt Artdatabanken: Spilosoma lubricipeda)
    - Vit tigerspinnare S. urticae

  - Spiris
    - Streckhedspinnare S. striata

  - Tyria
    - Karminspinnare T. jacobaeae

  - Utetheisa
    - Kattunspinnare U. pulchella
- underfamilj Lithosiinae (tribus Lithosiini)
  - Atolmis
    - Rödhalsad lavspinnare A. rubricollis

  - Cybosia
    - Vit borstspinnare C. mesomella

  - Eilema
    - Askgrå lavspinnare E. griseolum (Dubatolov och Zolotuhin 2011: Collita griseola)
    - Blygrå lavspinnare E. lurideolum (Dubatolov och Zolotuhin 2011: Manulea lurideola)
    - Guldgul lavspinnare E. sororculum (Dubatolov och Zolotuhin 2011: Wittia sororcula)
    - Gulpannad lavspinnare E. pygmaeolum (Dubatolov och Zolotuhin 2011: Manulea pygmaeola)
    - Mattgul lavspinnare E. depressum (Dubatolov och Zolotuhin 2011: Katha depressa)
    - Mörkgrå lavspinnare E. complanum (Dubatolov och Zolotuhin 2011: Manulea complana)
    - Ockragul lavspinnare E. lutarellum (Dubatolov och Zolotuhin 2011: Manulea lutarella)

  - Lithosia
    - Kungslavspinnare L. quadra

  - Miltochrista
    - Rosenvinge M. miniata

  - Nudaria
    - Grå hinnvinge N. mundana

  - Pelosia
    - Punktlavspinnare P. muscerda
    - Vasslavspinnare P. obtusa

  - Setema
    - Vaxgul lavspinnare S. cereola (Dubatolov och Zolotuhin 2011: Manulea cereola; Manulea (Setema) cereola)

  - Setina
    - Mindre borstspinnare S. roscida
    - Större borstspinnare S. irrorella

  - Thumatha
    - Grågul hinnvinge T. senex
- underfamilj Syntominae (tribus Syntomini)
  - Dysauxes
    - Fönstervingespinnare D. ancilla